# Rue de l'Eure
La rue de l'Eure est une voie du 14e arrondissement de Paris, en France.

## Situation et accès
La rue de l'Eure est une voie publique située dans le 14e arrondissement de Paris. Elle débute au 14, rue Hippolyte-Maindron et se termine au 23, rue Didot.

## Origine du nom
Elle porte le nom du département de l'Eure dont l'un des propriétaires de cette rue était originaire. 

## Historique
Cette voie, ouverte en 1859 sous le nom de « cité des Plantes », prend sa dénomination actuelle vers 1890. 

## Littérature
Henri Calet, dans Le tout sur le tout, fait la description :

« J’aime bien cette petite rue tranquille, une voie privée où les gens conduisent leurs chiens, au crépuscule du soir. L’herbe pousse autour des pavés ; une vigne vierge grimpe le long d’un mur : on ne se croirait plus à Paris, mais en province, dans l’Eure… Des amoureux s’y donnent des rendez-vous qui ne finissent pas. Les maisons sont construites en matériaux de démolition ; elles s’agrémentent de colonnes, de statuettes, de coquilles, de bas-reliefs, et cela fait un style composite, quelque peu théâtral. »

## Bâtiments remarquables et lieux de mémoire
- No 17 : la maison abritait une maison close. Le « gros numéro », typique de ces établissements, a disparu du bas-relief au-dessus de la porte[2].